# Isabel Cadenas Cañón
Isabel Cadenas Cañón (Basauri, 1982) és una periodista, escriptora i documentalista sonora espanyola, especialitzada en assumptes relacionats amb la memòria històrica i amb un enfocament en drets humans i perspectiva de gènere. Al maig de 2021, va rebre el Premi Internacional de Periodisme Colombine pel reportatge sonor 'Una placa en mi pueblo'.

## Trajectòria
És doctora en Estudis culturals i professora d'Història Cultural en la Universitat de Nova York a Madrid. Al llarg de la seva carrera ha realitzat cròniques i documentals sonors per a mitjans com Deutsche Welle, Radio Ambulante, Las Raras, Euskadi Irratia i Carne cruda. Ha publicat dos poemaris Irse (2010) i También eso era el verano (2014) i l'assaig Poética de la ausencia (Cátedra, 2019).
Dirigeix (De eso no se habla), un podcast de no ficció narrativa sobre els silencis al costat de Laura Casielles, Vanessa Rousselot i Paula Morais Montes. Aquest és l'únic projecte europeu triat entre 12.000 aspirants al PRX Google Podcasts creator program, una col·laboració entre Google i PRX per a proporcionar formació, orientació i recursos a les veus menys representades en el món del podcasting.

## Reconeixements
Al maig de 2021, Cadenas va ser la guardonada amb el premi internacional de periodisme "Colombine" en la seva desena edició pel seu reportatge sonor 'Una placa en mi pueblo', episodi 3 de la sèrie del projecte (De eso no se habla). Aquesta peça tracta sobre el cas de «Les 11 de Basauri», deu dones i un home que anaven a ser jutjats per avortar i practicar avortaments el 1976 i que, després de gairebé deu anys de judicis, el seu cas es va convertir en el precedent de la llei que despenalitzaria l'avortament a Espanya el 1985. El premi l'atorga l'Associació de Periodistes - Associació de la Premsa d'Almeria (AP-APAL), amb el patrocini de la Fundación Unicaja i la col·laboració de l'Associació de la Premsa de Madrid (APM), de la Federació d'Associacions de Periodistes d'Espanya (FAPE), del Col·legi Professional de Periodistes d'Andalusia (CPPA) i de la Fundació Carmen de Burgos, en memòria de la periodista Carmen de Burgos Seguí “Colombine” amb l'objectiu de reconèixer la labor professional dels periodistes que s'ocupin dels temes relatius al paper de les dones en la societat i que quedi reflectit als mitjans de comunicació.

## Obra
- 2010 – Irse. Ediciones Vitruvio. ISBN 978-84-92770-36-6.[4]
- 2014 – También eso era el verano. Amb il·lustracions de José María García Domínguez. Editorial Difácil. ISBN 978-84-92476-38-1.[5]
- 2019 – Poética de la ausencia. Formas subversivas de la memoria en la cultura visual contemporania. Ediciones Cátedra. ISBN 978-84-376-3976-5.[6]